# Człon mostowy
Człon mostowy – jednostka montażowa mostów pontonowych łącząca brzeg z pozostałymi członami mostu. Składa się z kilku pontonów (bloków pontonowych) wraz z wyposażeniem (kotwice, koła ratunkowe, oporęczowanie itp.).